# یاشیکا آناند
یاشیکا آناند (به انگلیسی: Yashika Aannand) (زاده ۴ اوت ۱۹۹۹) بازیگر هندی است.
از فیلم‌هایی که وی در آن نقش داشته‌است می‌توان به نگران نباش و ۱۶ درجه اشاره کرد.